# Stanley Black
Stanley Black OBE, gebürtig Solomon Schwartz (* 14. Juni 1913 in London, Vereinigtes Königreich; † 26. November 2002 ebenda) war ein britischer Komponist, Filmkomponist, Bandleader, Dirigent, Pianist und Orchesterleiter.

## Leben
Black wurde 1913 als Sohn polnisch-rumänisch-jüdischer Einwanderer nach Großbritannien geboren. Er erhielt im Alter von sieben Jahren Klavierunterricht und begann mit zwölf Jahren zu komponieren. Nach seiner Profi-Ausbildung an der Matthay School of Music arbeitete Black als Gebrauchsmusiker für mehrere Auftraggeber, spielte Jazz und komponierte weiterhin Stücke. Er kollaborierte mit Bandleadern wie Harry Roy, Maurice Winnick und Lew Stone und trat auch kurzzeitig gemeinsam mit dem amerikanischen Jazzsaxophonisten Coleman Hawkins auf. Darüber hinaus konnte man Black in Rundfunksendungen hören, und ganz nebenbei gab er 1937 auch noch seinen Einstand als Filmkomponist.
Dennoch blieb Stanley Black die kommenden zehn Jahre der Arbeit für das Kino komplett fern. Bereits im Jahr darauf (1938) ging Black für einige Zeit nach Südamerika, wo er seine Liebe zu lateinamerikanischen Klängen entwickelte. Nach seinem Kriegsdienst in der Royal Air Force leitete Stanley Black von 1944 bis 1952 als Musikalischer Direktor das BBC-Tanzorchester. Außerdem schrieb Black auch die Noten für Wochenschaubeiträge der 'Pathé'. Für den Kinofilm regelmäßig seit 1947 tätig, machte sich Stanley Black einen Namen mit dramatischen Kompositionen zu Krimis, gelegentlich auch zu Komödien – insgesamt 105 musikalische Filmuntermalungen gehen auf Blacks Konto. 1959 wurde er zum musikalischen Leiter der Elstree Studios bestellt. Für die British International Pictures diente er überdies als erster Dirigent und von 1958 bis 1963 als musikalischer Leiter.
Seit Mitte der 1967 vernachlässigte er seine Kinotätigkeit und kehrte ein Jahrzehnt später zur Leinwand nur noch für die Komposition zu einer Valentino-Biografie mit Rudolf Nurejew in der Titelrolle zurück. Black trat in diesen späten Jahren als Gastdirigent am Royal Philharmonic Orchestra sowie am London Symphony Orchestra und London Festival Orchestra auf und unternahm Gastspielreisen, die ihn u. a. auch nach Winnipeg (Kanada), Boston (USA), Neuseeland, Belgien, die Niederlande und nach Japan führten, wo er mit dem ‘Osaka Philharmonic Orchestra’ auftrat. Bis in die 1990er Jahre blieb Stanley Black der Musikwelt als Orchesterleiter verbunden. Black wurde mit zahlreichen Ehrungen ausgezeichnet.

## Diskografie (Auswahl)
Alben:
- 1950:  Music Of Ernesto Lecuona, Decca Records
- 1950: Latin Rhythms, Decca Records
- 1951:  Dancing Time, London Records
- 1954: A Stanley Black Showcase, Decca Records
- 1954: The Music of Irving Berlin, London Records
- 1954: Christmas Holiday For Romance, London Records
- 1955: Dancing In The Dark, Decca Records
- 1955: Soft Lights And Sweet Music, Richmond
- 1956: Some Enchanted Evening, Decca Records
- 1956: The Music Of Lecuona, London Records
- 1956: Symphonic Suite Of The Music Of Cole Porter , Decca Records
- 1957: Plays For Latin Lovers, Decca Records
- 1957: Summer Evening Serenade, Decca Records
- 1957: Red Velvet, Decca Records
- 1957: The Night Was Made For Love, London Records
- 1957: Moonlight Cocktail, London Records
- 1957: Tropical Moonlight , London Records
- 1958: Sophisticat in Cuba, Decca Records
- 1958: Cuban Moonlight with Latin-American Rhythms, Decca Records
- 1958: Girls, Girls, Girls, Decca Records
- 1958: Hollywood Love Themes, Decca Records
- 1958: Great Film Themes, London Records
- 1958: Place Pigalle, Richmond
- 1959: Plays The Big Instrumental Hits, Decca Records
- 1959: Jack The Ripper (Soundtrack), RCA
- 1960: Friml & Romberg In Cuban Moonlight London Records
- 1962: Film Spectacular ! (Music From Great Motion Pictures) conducting The London Festival Orchestra, Decca Records
- 1963: Film Spectacular! Vol. 2 (Music From Great Motion Pictures) conducting The London Festival Orchestra, Decca Records
- 1963: Grand Canyon Suite conducting the London Festival Orchestra, Decca Records
- 1964: Russia conducting the London Festival Orchestra, Decca Records

## Filmografie
- 1937: Rhythm Racketeer
- 1947: Mrs. Fitzherbert
- 1947: Whitechapel (It Always Rains on Sunday)
- 1948: The Fatal Night
- 1948: Stimme des Gewissens (The Small Voice)
- 1949: Das Ende einer Reise (The Interrupted Journey)
- 1950: Lili Marlene
- 1950: Jagd auf "Z" (Paul Temple‘s Triumph)
- 1950: Wer zuletzt lacht (Laughter in Paradise)
- 1950: One Wild Oat
- 1952: Treffpunkt Moskau (Top Secret)
- 1953: Zu Tode gehetzt (Recoil)
- 1953: In den Fängen der Unterwelt (Three Steps to the Gallow)
- 1954: Das Schloßgespenst (Happy Ever After)
- 1954: Treffpunkt Palette (The Gilded Cage)
- 1954: Seine Lordschaft aus Brooklyn (A Yank in Ermine)
- 1955: Hahn im Korb (As Long as They're Happy)
- 1955: Auf der schwarzen Liste (Tiger by the Tail)
- 1955: Ein Alligator namens Daisy (An Alligator Named Daisy)
- 1956: Jaguar packt zu (Passport to Treason)
- 1956: Die Dame von gegenüber (That Woman Opposite)
- 1957: Interpol ruft Berlin (The Vicious Circle)
- 1957: Die nackte Wahrheit (The Naked Truth)
- 1957: Es begann, als sie nein sagte (These Dangerous Years)
- 1957: Zwölf Sekunden bis zur Ewigkeit (Time Lock)
- 1957: Der Dämon mit den blutigen Händen (Blood of the Vampire)
- 1958: Die Teufelswolke von Monteville (The Trollenberg Terror)
- 1958: Eine Stadt sucht einen Mörder (Jack the Ripper)
- 1958: Tatort Appartement 310 (The Man Who Wouldn't Talk)
- 1958: Der 110. Geburtstag (Broth of a Boy)
- 1959: Der Arzt und die Teufel (The Flesh and the Fiends)
- 1959: Mister Miller ist kein Killer (The Battle of the Sexes)
- 1960: Hetzjagd (Hell is a City)
- 1960: Der unsichtbare Schatten (The Full Treatment)
- 1960: Schöne Witwen sind gefährlich (Five Golden Hours)
- 1960: Hand in Hand
- 1960: Verbrecherzentrale Sidney Street (The Siege of Sidney Street)
- 1961: Double Bunk
- 1961: Der Tag, an dem die Erde Feuer fing (The Day the Earth Caught Fire)
- 1961: Hallo Mr. Twen (The Young Ones)
- 1962: Holiday für dich und mich (Summer Holiday)
- 1962: Die Ausgekochten (Maniac)
- 1962: Die Küchenbullen (The Pot Carriers)
- 1963: West Eleven
- 1963: The System
- 1964: Wonderful Life – Küß mich mit Musik (The Wonderful Life)
- 1964: Verführen will gelernt sein (Rattle of a Simple Man)
- 1964: Halt die Tasten heiß (Ballad in Blue)
- 1965: Stadt im Meer (City Under the Sea)
- 1969: Tödlicher Salut (Crossplot)
- 1977: Valentino